# ポートディズニー
ポートディズニーは、アメリカ合衆国カリフォルニア州ロングビーチのロングビーチ港に隣接するクイーンズウェイベイ周辺の179haの土地に建設される予定だったディズニーパーク。海をテーマにしたテーマパーク、マリーナ、クルーズ船、商業施設およびエンターテイメントエリア、5つのホテルの建設を予定していた。これらは、ディズニーが1898年にWrather社を買収したRMSクイーンメリー号とヒューズH-4ヘラクレス航空機が所有していた土地に建設する予定だった。
1990年7月、ポートディズニーは非公開会議で市と港の役人に発表された。そして1990年7月31日の公開会議で正式に発表された。 これに続いて、1991年にThe Port Disney Newsが発行され、国民の支持が高まった。 このプロジェクトは、アナハイムに計画されているWestCOTテーマパークの建設のため、1991年12月に撤回された。 ポートディズニーに建設される予定だったテーマパークの一部の要素は、2001年にオープンした東京ディズニーシーに組み込まれた。1992年3月6日、ディズニーはクイーンメリー、スプルースグース、および周辺の土地、そしてロングビーチのすべての開発権を手放すことを発表した。